# Oh, Inverted World
Albums de The Shins
Chutes Too Narrow
(2003)
Singles
1. New Slang
Sortie : 19 février 2001
2. Know Your Onion!
Sortie : 1er avril 2002

Oh, Inverted World est le premier album studio du groupe américain de rock indépendant The Shins, sorti le 19 juin 2001 et acclamé par la critique. Omnibus Records sort une première série de vinyles distribués par Darla. Sub Pop Records réédite le vinyle, mais le logo Sub Pop ne figure que sur les pressages ultérieurs.
L'album contient les chansons Caring Is Creepy et New Slang, toutes deux présentes dans le film Garden State réalisé en 2004 par Zach Braff.

## Contexte
L'album est sorti plusieurs mois après le lancement de son premier single, New Slang. La chanson a été très bien accueillie par la critique, au point que le label Sub Pop signe un contrat avec le groupe. L'album est considéré comme l'une des sorties indé les plus attendues de 2001. Certaines des chansons de l'album existaient sous une forme embryonnaire à l'époque où le leader James Mercer était membre d'un autre groupe plus ancien appelé Flake Music. Ce groupe était plus proche du rock alternatif des années 90 comme Superchunk, alors que les chansons naissantes de Oh, Inverted World étaient plus inspirées par les groupes Elephant Six et la musique passant sur les oldies radios (en). Ce décalage a conduit Mercer à former The Shins, dans lequel il a pu explorer ce son différent .
La chanson Know Your Onion ! est basée sur un dicton de la mère de Mercer, qui disait la phrase idiosyncratique know your onion ! qui fait référence au fait d'avoir de la discipline pour bien faire un travail, Mercer donnant un exemple en disant « you really gotta know your onion to, I don't know, be an electrician or something ». Mercer déclare que les paroles de la chanson parlent de « se ressaisir et de découvrir qui on est. Vous savez, après le lycée et toute la stupidité de tout ça} ».

## Réception
Oh, Inverted World est classé à la 35e place du sondage des critiques de Pazz & Jop pour le meilleur album de 2001. Le magazine de musique en ligne Pitchfork a placé l'album à la 115e place de sa liste des 200 meilleurs albums des années 2000.
Les chansons Caring Is Creepy et New Slang, sont toutes les deux présentes dans le film Garden State réalisé en 2004 par Zach Braff.

## Héritage
Dans une interview de 2003 publiée dans le San Francisco Foghorn, le journal officiel des étudiants de l'Université de San Francisco, il a été demandé à Mercer s'il était satisfait de l'album Oh, Inverted World. Il a répondu : « Du point de vue de la musique, non. Je ne sais pas, c'était bien. Je veux dire, il y a beaucoup de disques qui sonnent plus parfaits, ou proches de la perfection ». Dans une interview rétrospective de 2021, Mercer désigne le dernier titre, The Past and Pending comme étant très probablement sa chanson préférée de l'album, déclarant que « ça marche sur moi probablement plus que les autres chansons ».
Oh, Inverted World est également le nom d'une websérie créée par Terence Krey, sortie en novembre 2010, largement inspirée de la musique des Shins ainsi que d'autres artistes indé comme Arcade Fire et The Decemberists. Cette websérie de science-fiction en 13 épisodes raconte l'histoire de quatre jeunes gens qui rentrent de l'université et découvrent que la Lune est en train de tomber sur la Terre. Le New York Times a qualifié la série web de « mumblecore Night of the Living Dead ».

## Réédition pour le20eanniversaire
Les fichiers audio originaux de cet album et de son successeur Chutes Too Narrow, qui étaient stockés sur un ordinateur au domicile de Mercer, ont été volés en 2003. Cependant, ce vol n'a pas affecté la capacité de remastériser l'album car il avait toujours accès aux fichiers originaux stockés sur DAT par la société de mastering, il a seulement rendu impossible la réalisation de remixes, sauf pour New Slang, dont le fichier correspondant  a été préservé sur un DVD réalisé par Mercer. En avril 2021, une réédition pour le 20e anniversaire de Oh, Inverted World est annoncée pour une sortie le 11 juin 2021. La réédition est remastérisée par Bob Ludwig, avec James Mercer de The Shins en tant qu'assistant. Elle comporte de nouvelles illustrations, un nouveau livret et un nouveau habillage.

## Liste des titres
Toutes les chansons sont écrites par James Mercer.
| No  | Titre                | Durée |
| --- | -------------------- | ----- |
| 1.  | Caring Is Creepy     | 3:19  |
| 2.  | One by One All Day   | 4:08  |
| 3.  | Weird Divide         | 1:57  |
| 4.  | Know Your Onion!     | 2:28  |
| 5.  | Girl Inform Me       | 2:19  |
| 6.  | New Slang            | 3:49  |
| 7.  | The Celibate Life    | 1:49  |
| 8.  | Girl on the Wing     | 2:48  |
| 9.  | Your Algebra         | 2:22  |
| 10. | Pressed in a Book    | 2:54  |
| 11. | The Past and Pending | 5:21  |

| 12. | Sphagnum Esplanade | 4:20 |

## Personnel
Les crédits sont adaptés des notes de pochette de l'album.

### The Shins
- James Mercer – voix, guitares, claviers, xylophone, autoharpe, programmation, harmonium, percussions, harmonica
- Marty Crandall – claviers
- Neal Langford – basse
- Jesse Sandoval – batterie, percussions

### Autres musiciens
- |David Hernandez – conception et exécution des lignes de basse (6)
- Melanie Crandall – violoncelle (9)
- Neils Galloway – Cor d'harmonie (11)

### Production
- James Mercer – production
- The Shins – production (1, 4, 5, 8, 10)
- John Golden – mastering

### Artwork
- Andrea Leah – design

## Classements et certification

### Classements
| Classement                | Meilleure position |
| ------------------------- | ------------------ |
| États-Unis (Vinyl Albums) | 14                 |

| Classement                 | Meilleure position |
| -------------------------- | ------------------ |
| Écosse (OCC)               | 50                 |
| États-Unis (Billboard 200) | 168                |

### Certification
| Région                                                                  | Certification | Ventes/Streams |
| ----------------------------------------------------------------------- | ------------- | -------------- |
| États-Unis (RIAA)                                                       | Or            | 500 000^       |
| ^Mise en rayon selon la certification xNon précisé par la certification |               |                |